# NI帝人商事
NI帝人商事株式会社（エヌアイていじんしょうじ、英称: N.I. TEIJIN SHOJI CO., LTD.）は、かつて存在した帝人系の商社である。衣料製品、繊維原料、インテリア関連製品、建設資材、樹脂製品、フィルム製品などの輸出入取引及び国内販売を主要事業とする。
2001年に日商岩井アパレル株式会社を吸収合併し、帝人商事株式会社からNI帝人商事株式会社に社名変更。
2012年10月に帝人ファイバー株式会社のアパレル事業を統合し帝人フロンティアとなった。

## 沿革
- 1952年11月1日 ‐ 帝人商事株式会社として創業する。
- 1953年 ‐ 土佐堀産業株式会社と山陽興産株式会社を合併する。
- 1960年 ‐ 帝人商事株式会社と竹村綿業株式会社が合併し、竹村帝商株式会社となる。
- 1964年 ‐ 商号を帝人商事株式会社に変更する。
- 1982年 ‐ 帝人商事株式会社の商号を帝商興産株式会社に変更し、帝人商事株式会社（新会社）を設立する。
- 1982年 ‐ 帝商興産株式会社から営業権を譲り受ける。
- 1990年 ‐ 帝商機械販売株式会社、岡山帝商株式会社、関西帝商テント販売株式会社、関東帝商テント販売株式会社の4つの子会社を吸収合併する。
- 2001年4月 ‐ 帝人商事株式会社と日商岩井アパレル株式会社が合併し、NI帝人商事株式会社となる。
- 2012年10月 ‐ 帝人ファイバー株式会社のアパレル事業を統合し帝人フロンティア株式会社となる。

## 関連会社
- 新サンニット株式会社
- 新和合繊株式会社
- 株式会社タキイ・コーポレイション
- 帝京レース株式会社
- 株式会社帝健
- 帝商産業株式会社
- 株式会社テイジンアソシアリテイル
- 株式会社テクセット
- 株式会社フォークナー